# Gryon
Gryon es una comuna suiza del cantón de Vaud, ubicada en el distrito de Aigle. Limita al norte con las comunas de Ollon y Ormont-Dessus, al este, sur y suroeste con Bex, y al oeste de nuevo con Ollon.
Las localidades de La Barboulesaz, Les Fracherets, Les Pars y Taveyanne pertenecen al territorio comunal. La comuna formó parte del antiguo círculo de Bex, disuelto el 31 de diciembre de 2007.